# St. Michael (Holt)

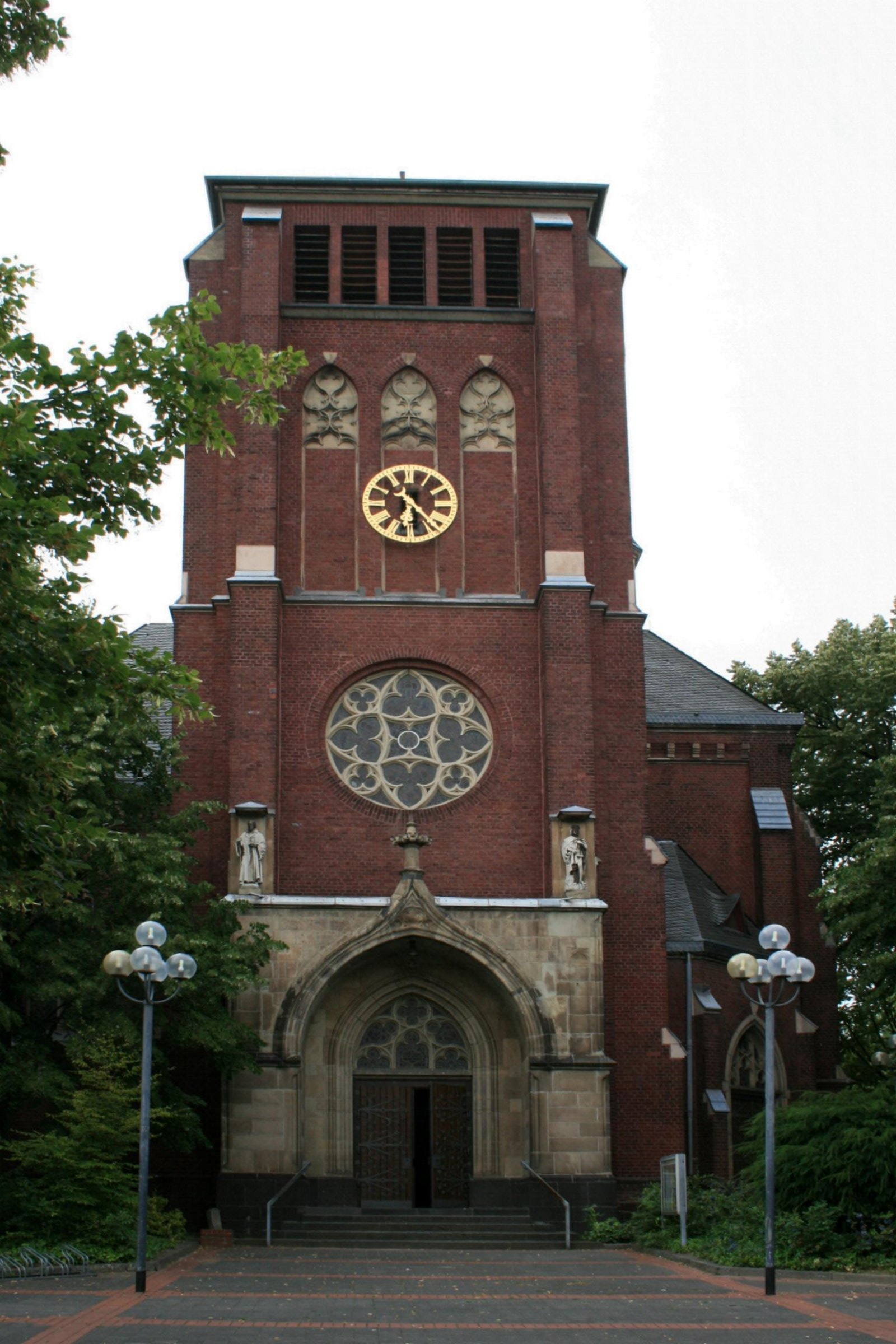
Kirche St. Michael (2010)

Die römisch-katholische Pfarrkirche St. Michael steht im Stadtteil Holt in Mönchengladbach (Nordrhein-Westfalen), St.-Michael-Platz 3.
Das Gebäude wurde 1898–1900 nach Plänen von Josef Kleesattel erbaut und am 2. November 1993 unter Nr. St 028 in die Denkmalliste der Stadt Mönchengladbach eingetragen.

## Lage
Die Kirche liegt an der von Mönchengladbach nach Rheindahlen führenden Aachener Straße im Stadtteil Holt. Das Objekt ist aus der Bauflucht zurückversetzt.

## Geschichte
Holt gehörte ursprünglich zur Pfarre St. Mariä Himmelfahrt Mönchengladbach und verfügte über kein eigenes Gotteshaus. 1886 gründete man einen Bauverein zur Errichtung einer eigenen Kirche. 
Der Düsseldorfer Architekt Josef Kleesattel wurde schließlich mit der Planung der Kirche beauftragt und 1898 wurde mit dem Bau der heutigen Pfarrkirche begonnen. Im November 1900 war die neue Kirche fertiggestellt und konnte in Gebrauch genommen werden. Am 19. November 1900 wurde Holt Rektorat innerhalb der Pfarre St. Mariä Himmelfahrt und erhielt mit Robert Fettweiß den ersten eigenen Seelsorger. Die Erhebung zur Pfarre und endgültige Loslösung von St. Mariä Himmelfahrt erfolgte am 4. Mai 1893. Die feierliche Kirchweihe folgte wenig später am 24. Oktober 1903.
Im Zweiten Weltkrieg wurde die Turmspitze am 1. September 1943 durch einen Brand stark beschädigt. Da Einsturzgefahr bestand, verfügte die Militärregierung im März 1945 die Abtragung bis auf Firsthöhe. Seitdem hat der Turm sein heutiges Erscheinungsbild.

## Architektur
Bei dem Gebäude handelt es sich um eine dreischiffige Hallenkirche mit sechsjochigem Langhaus, drei gestaffelten, polygonalen Chören, Kreuzrippengewölbe, Westturm und zwei flankierenden polygonalen Anbauten: die Taufkapelle im Norden und der Treppenhausbau im Süden. Das Objekt ist aus städtebaulichen, architekturhistorischen sowie orts- und sozialhistorischen Gründen als Baudenkmal schützenswert.

## Ausstattung
Im Innenraum ist ein Großteil der bauzeitlichen Ausstattung erhalten. Die Buntglasfenster wurden nach Entwürfen der beiden Künstler Friedrich Stummel und Heinrich Nüttgens zwischen 1900 und 1903 eingesetzt. Der neugotische Hochaltar wurde nach Entwürfen von Josef Kleesattel 1910 von Peters & Sneiders (Altarmensa) und Heinrich Laumen (Retabel) angefertigt. Die beiden Nebenaltäre, Marienaltar und Josefsaltar, wurden in den gleichen Werkstätten 1907 geschaffen. Den Taufstein schuf Alexander Iven 1901.